# Giovan Battista Passeri
Giovan Battista Passeri (Farnese, 10 novembre 1694 – Pesaro, 4 febbraio 1780) è stato un archeologo, letterato e avvocato italiano.

## Biografia
Nasce a Farnese il 10 novembre 1694 dal medico condotto pesarese Domenico Passeri e da Anna Maria Evangelisti. Prima segue il padre ad Orvieto, il quale viene trasferito come primario all'Ospedale. Poi nel 1707 si trasferiscono a Roma dove Giovan Battista inizia i suoi studi di giurisprudenza, seguito dal padre gesuita Giulio Vitelleschi e da Gianvincenzo Gravina.
Nel 1726, a Todi inizia la pubblicazione di opere archeologiche. Susseguentemente si trasferisce a Pesaro, dove esercita l'attività d'avvocato, ma si occupa soprattutto di discipline umanistiche, di filologia e in particolare di archeologia e di civiltà etrusca.
Diviene membro di alcune delle più importanti accademie italiane (l'Arcadia, la Crusca di Firenze e tante altre) ed europee (Olimutz e Londra), inoltre viene nominato archeologo dei possedimenti del granduca di Toscana. Papa Clemente XIV lo investe di diverse onorificenze.
Dopo la morte della moglie decide di percorrere la vita religiosa prendendo gli ordini da sacerdote, e successivamente viene eletto Vicario Generale dal Vescovo di Pesaro.
Muore il 4 febbraio 1780, cadendo nel burrone adiacente ad una sua villa nei pressi di Pesaro.

## Opere
- Osservazioni del signor abate Giambattista Passeri da Pesaro, uno degli uditori e consiglieri della legazione di Urbino, sopra l'avorio fossile e sopra alcuni monumenti greci e latini conservati in Venezia nel museo dell'eccellentissima patrizia famiglia Nani, Guglielmo Zerletti, Venezia 1759
- Continuazione delle osservazioni sopra alcuni monumenti greci, e latini del museo Nani ovvero Sezione seconda del signor abate Giambattista Passeri da Pesaro, Guglielmo Zerletti, Venezia 1759
- In Thomae Dempsteri libros de Etruria regali paralipomena, quibus tabulae eidem operi additae illustrantur. Accedunt dissertationes de re nummaria Etruscorum, de nominibus Etruscorum, et notae in tabulas Eugubinas, Typis Leonardi Venturini, Lucca 1767
- Picturae Etruscorum in vasculis nunc primum in unum collectae explicationibus, et dissertationibus inlustratae a Joh. Baptista Passerio nob. Pisaur,  Ex typographio Johannis Zempel, Roma 1767-1775
- Linguae Oscae specimen singulare quod superest Nolae in marmore musei seminarii cum adnotationibus Joh. Baptistae Passerii Pisaurensis, Typis Zempelianis prope montem Jordanum, Roma 1774
- De marmoreo sarcophago Eugubino arcana Bacchi mysteria exprimente in vestibulo monasterii splendidissimae Congregationis Olivetanorum adservato epistola Joh. Baptistae Passerii ... ad ... Domn. M. Antonium Chioccium, Typis Zempelianis prope montem Jordanum, Roma 1774